# Grünstandfestigkeit
Grünstandfestigkeit ist die Eigenschaft des Grünen Betons nach dem Entfernen der Schalung die geometrische Gestalt beizubehalten.
Die Grünstandfestigkeit ist demnach die Standfestigkeit des Betons unmittelbar nach dem Verdichten. Diese Eigenschaft ist wesentlich bei der Herstellung bestimmter Betonfertigteile, die sofort nach dem Einbringen des Betons und seiner Verdichtung entschalt werden sollen, sowie beim Einsatz von Gleitschalungen, die weiter bewegt werden sollen.
Auch um die noch nicht abgebundene Oberfläche des Betons zu bearbeiten oder abzuwaschen (siehe Waschbeton), sollte die Schalung möglichst bald nach der Verdichtung entfernt werden.
Die Grünstandfestigkeit kommt vor allem durch die Adhäsion des Wasserfilms an den festen Zuschlägen des Betons zustande. Ein Maß für die Grünstandfestigkeit ist die Gründruckfestigkeit. Diese ist im Wesentlichen abhängig von:
- Wassergehalt,
- Zementgehalt und
- Verdichtungsenergie.